# 秋田県立栗田支援学校
秋田県立栗田支援学校（あきたけんりつくりたしえんがっこう）は、秋田県秋田市新屋栗田町にある公立特別支援学校。領域としては、「知的障害者に関する教育」を担当し、知的障害を有する児童・生徒を教育対象とする。

## 概要
起源は、秋田市立日新小学校と秋田市立秋田西中学校に設置された、知的障害児対象の特殊学級（現在の、特別支援学級）とされている。
その後、秋田市の3か所の知的障害者福祉施設に秋田県立秋田養護学校の分校・分教室（上述の特殊学級の前身であった、かつての3分教室を、2分校1分教室にて再開）が併設され、のちに、2分校1分教室を統合する形で、栗田分校となり、その後、秋田県立秋田養護学校から独立する形で、秋田県立栗田養護学校として開校。
2016年現在、県立学校としては、秋田市で唯一の知的障害者を教育対象とする特別支援学校である。
近隣に所在した、秋田県立秋田養護学校が2010年で閉校となったため、その跡地には、現在は当校高等部の「環境・福祉科」（令和3年度入学者より、「総合サービス科」）が設置されている。なお、環境・福祉科は、知的障害の度合いが軽度かつ自力で自宅からの通学が可能な生徒に限定して受け入れている。
秋田県における、自閉症児の教育研究校に指定されている。
秋田市西部に所在するため、市北端部からの通学については困難な場合があることから、当該地域については、2003年度より、秋田県立支援学校天王みどり学園(潟上市)との学区選択入学制を取っている。

## 沿革

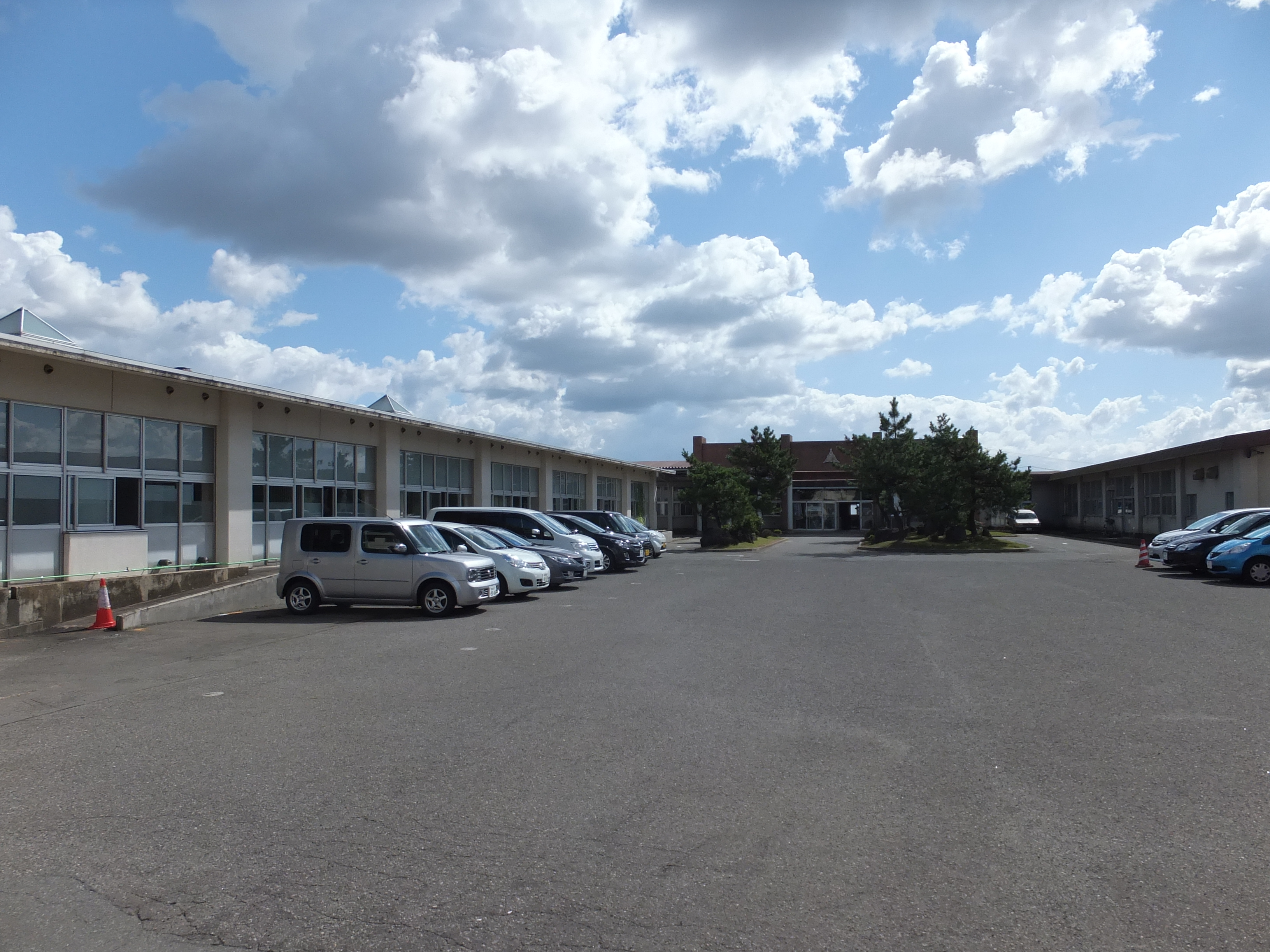
秋田県立栗田支援学校総合サービス科校舎
（旧秋田養護学校跡地に設置）

- 1979年 - 秋田県立秋田養護学校が秋田県高清水学園（現：秋田県高清水園）内に高清水分校、若竹学園内に若竹分校、秋田市南浜学園内に南浜分教室を設置。
- 1980年 - 高清水分校・若竹分校・南浜分教室を統合し、秋田県立秋田養護学校栗田分校を設置。
- 1986年 - 栗田分校が秋田県立栗田養護学校として独立。
- 2010年 - 高等部に「環境・福祉科」を設置し、「普通科」と2科体制となる。「環境・福祉科」の教室は、同年に閉校となった秋田県立秋田養護学校の校舎に設置。
- 2016年 - 校名を秋田県立栗田養護学校から秋田県立栗田支援学校に改称[1]。
- 2021年 - 同年高等部入学生から、高等部の「環境・福祉科」を「総合サービス科」に改組し、「普通科」と2科体制となる。

## 学部
- 小学部
- 中学部
- 高等部
  - 普通科
  - 総合サービス科…秋田市新屋栗田町11番1号（旧：秋田県立秋田養護学校の旧校舎）に所在。